# Hydrovatus castaneus
Hydrovatus castaneus är en skalbaggsart som beskrevs av Victor Ivanovitsch Motschulsky 1855. Hydrovatus castaneus ingår i släktet Hydrovatus och familjen dykare. Inga underarter finns listade i Catalogue of Life.